# Родина Спенсерів
Родина Спенсерів (англ. Spencer family) - аристократична британська родина. Починаючи з 16-го століття, члени цієї родини мали чимало титулів, починаючи з Герцога Мальборського, Графа Сандерленда та Спенсера та до Барона Черчиля. Двома найвидатнішими представниками родини у 20 столітті були Сер Вінстон Черчиль та Діана, принцеса Уельська.

## Представники родини

### Лицарі Спенсери
- Сер Джон Спенсер (1455–1522)
- Сер Віллям Спенсер  (1483–1532)
- Сер Джон Спенсер (1524–1586)[1]
- Сер Джон Спенсер (1546–1600)
- Сер Роберт Спенсер (1570–1627)

### Барони Спенсери
- Роберт Спенсер, 1-й барон Спенсер (1570–1627)
- Вільям Спенсер, 2-й барон Спенсер (1591–1636)
- Генрі Спенсер, 3-й барон Спенсер (1620–1643)

### Графи Сандерленди
- Генрі Спенсер, 1-й граф Сандерленд (1620—1643)
- Роберт Спенсер, 2-й граф Сандерленд (1640—1702)
- Чарльз Спенсер, 3-й граф Сандерленд (1675—1722)
- Роберт Спенсер, 4-й граф Сандерленд (1701—1729)
- Чарльз Спенсер, 5-й граф Сандерленд (1706—1758) (надано титул герцога Мальборо у 1733 році)

### Герцог Мальборський
- Чарльз Спенсер, 3-й герцог Мальборо (1706—1758), третій син леді Сандерленд
- Джордж Спенсер, 4-й герцог Мальборо (1739—1817), старший син попереднього
- Джордж Спенсер-Черчилль, 5-й герцог Мальборо (1766—1840), старший син попереднього
- Джордж Спенсер-Черчилль, 6-й герцог Мальборо (1793—1857), старший син попереднього
- Джон Вінстон Спенсер-Черчилль, 7-й герцог Мальборо (1822—1883), старший син попереднього, дід Вінстона Черчилля
- Джордж Чарльз Спенсер-Черчилль, 8-й герцог Мальборо (1844—1892), старший син попереднього
- Чарльз Річард Джон Спенсер-Черчилль, 9-й герцог Мальборо (1871—1934), єдиний син попереднього
- Джон Альберт Вільям Спенсер-Черчилль, 10-й герцог Мальборо (1897—1972), старший син попереднього
- Джон Джордж Вандербіт Генрі Спенсер-Черчилль, 11-й герцог Мальборо (1926-2011), старший син попереднього
- Чарльз Джеймс Спенсер-Черчилль, 12-й герцог Мальборо (нар.1956), старший син попереднього (з тих, що вижили)

### Барони та віконтм Черчилі
- Френсіс Спенсер, 1-й барон Черчилль (1779–1845)
- Віктор Спенсер, 1-й віконт Черчилль (1864–1934)

### Графи Спенсери
- Джон Спенсер, 1-й граф Сперсер (1734–1783)
- Джордж Спесер, 2-й граф Спенсер (1758–1834)
- Джон Спенсер, 3-й граф Сперсер (1782–1845)
- Фредерік Спенсер, 4-й граф Спенсер (1798–1857)
- Джон Спенсер, 5-й граф Спенсер (1835–1910)
- Чарльз Спенсер, 6-й граф Спенсер (1857–1922)
- Альберт Спенсер, 7-й граф Спенсер (1892–1975)
- Джон Спенсер, 8-й граф Спенсер (1924–1992)
- Чарльз Спенсер, 9-й граф Спенсер (народ. 1964)

### Інші відомі члени
- Леді Діана Буклерк (1734–1808)
- Лорд Чарльз Спенсер (1740–1820)
- Вільям Роберт Спенсер (1769–1834)
- Обрі Спенсер (1795–1872)
- Георг Джон Тревор Спенсер (1799–1866)
- Джордж Спенсер (1799–1864)
- Генерал Августус Спенсер (1807–1893)
- Лорд Рандольф Генрі Черчилль (1849–1895)
- Генрі Спенсер Стефенсон (1871-1957)
- Рендольф Фредерік Черчилль (1911–1968)
- Леді Розмарі Спенсер-Черчиль (народ. 1929)
- Леді Кітті Спенсер (народ. 1990)
- Луїс Фредерік Спенсер (народ. 1994)